# Mark Lee (attore)
Mark Lee (Sydney, 1958) è un attore, regista e cantante australiano.

## Biografia
Il suo ruolo cinematografico più importante è stato il ruolo principale nel film Gli anni spezzati (1981), insieme a Mel Gibson. Ha lavorato intensamente nel cinema, nella televisione e nel teatro australiani per oltre trent'anni.